# Patinação artística nos Jogos Olímpicos de Inverno de 1998 - Individual masculino
A competição individual masculina da patinação artística nos Jogos Olímpicos de Inverno de 1998 foi disputado entre 29 patinadores.

## Medalhistas
| Ouro   | RUS Ilia Kulik         |
| Prata  | CAN Elvis Stojko       |
| Bronze | FRA Philippe Candeloro |

## Resultados
| #                                              | Nome                   | País               | PC | FS | TFP  |
| ---------------------------------------------- | ---------------------- | ------------------ | -- | -- | ---- |
|                                                | Ilia Kulik             | RUS Rússia         | 1  | 1  | 1.5  |
|                                                | Elvis Stojko           | CAN Canadá         | 2  | 3  | 4.0  |
|                                                | Philippe Candeloro     | FRA França         | 5  | 2  | 4.5  |
| 4                                              | Todd Eldredge          | USA Estados Unidos | 3  | 4  | 5.5  |
| 5                                              | Alexei Yagudin         | RUS Rússia         | 4  | 5  | 7.0  |
| 6                                              | Steven Cousins         | GBR Grã-Bretanha   | 6  | 7  | 10.0 |
| 7                                              | Michael Weiss          | USA Estados Unidos | 11 | 6  | 11.5 |
| 8                                              | Zhengxin Guo           | CHN China          | 10 | 9  | 14.0 |
| 9                                              | Michael Tyllesen       | DEN Dinamarca      | 9  | 11 | 15.5 |
| 10                                             | Viacheslav Zagorodniuk | UKR Ucrânia        | 16 | 8  | 16.0 |
| 11                                             | Ivan Dinev             | BUL Bulgária       | 7  | 14 | 17.5 |
| 12                                             | Jeff Langdon           | CAN Canadá         | 17 | 10 | 18.5 |
| 13                                             | Szabolcs Vidrai        | HUN Hungria        | 12 | 13 | 19.0 |
| 14                                             | Dmitry Dmitrenko       | UKR Ucrânia        | 8  | 16 | 20.0 |
| 15                                             | Takeshi Honda          | JPN Japão          | 18 | 12 | 21.0 |
| 16                                             | Igor Pashkevitch       | AZE Azerbaijão     | 13 | 15 | 21.5 |
| 17                                             | Yamato Tamura          | JPN Japão          | 15 | 17 | 24.5 |
| 18                                             | Michael Shmerkin       | ISR Israel         | 14 | 18 | 25.0 |
| 19                                             | Roman Skorniakov       | UZB Uzbequistão    | 20 | 19 | 29.0 |
| 20                                             | Margus Hernits         | EST Estônia        | 19 | 20 | 29.5 |
| 21                                             | Cornel Gheorghe        | ROU Romênia        | 21 | 21 | 31.5 |
| 22                                             | Patrick Meier          | SUI Suíça          | 22 | 22 | 33.0 |
| 23                                             | Gilberto Viadana       | ITA Itália         | 24 | 23 | 35.0 |
| 24                                             | Kyu-Hyun Lee           | KOR Coreia do Sul  | 23 | 24 | 35.5 |
| Não avançaram para a fase de "patinação livre" |                        |                    |    |    |      |
| 25                                             | Anthony Liu            | AUS Austrália      | 25 |    |      |
| 26                                             | Robert Kazimir         | SVK Eslováquia     | 26 |    |      |
| 27                                             | David Liu              | TPE Taipé Chinês   | 27 |    |      |
| 28                                             | Yourii Litvinov        | KAZ Cazaquistão    | 28 |    |      |
| 29                                             | Patrick Schmit         | LUX Luxemburgo     | 29 |    |      |

Legenda
| Recorde mundial      | Recorde mundial (World record)               |                       | Recorde africano                      | Recorde africano (African) |                                           | Q | Classificado por posição (Qualified) |
| Recorde olímpico     | Recorde olímpico (Olympic record)            | Recorde da América    | Recorde da América (Americas)         | q                          | Classificado por melhor tempo (Qualified) |   |                                      |
| Melhor marca do ano  | Melhor marca do ano (World leading)          | Recorde asiático      | Recorde asiático (Asian)              | DNS                        | Não largou (Did not start)                |   |                                      |
| Recorde nacional     | Recorde nacional (National record)           | Recorde europeu       | Recorde europeu (European)            | DNF                        | Não terminou (Did not finish)             |   |                                      |
| Recorde pessoal      | Recorde pessoal do atleta (Personal best)    | Recorde da Oceania    | Recorde da Oceania (Oceania)          | DSQ / DQ                   | Desclassificado (Disqualified)            |   |                                      |
| Recorde da temporada | Recorde da temporada do atleta (Season best) | Recorde sul-americano | Recorde sul-americano (South America) | NM                         | Sem marca (No mark)                       |   |                                      |